# Sleigh Bells (musikgrupp)
Sleigh Bells är en amerikansk noisepopduo från Brooklyn. Gruppen släppte debutalbumet Treats år 2010.

## Medlemmar
Ordinarie medlemmar
- Derek E. Miller – gitarr (2008-idag)
- Alexis Krauss – sång (2008-idag)

Turnerande medlemmar
- Ryan Primack – gitarr (2013)
- Chris Maggio  – trummor (2013)
- Jason Boyer – gitarr (2012-2013)

## Diskografi

### Studioalbum
- 2010 – Treats
- 2012 – Reign of Terror
- 2013 – Bitter Rivals

### Singlar
- 2009 - Crown on the Ground
- 2009 - Infinity Guitars
- 2010 - Tell 'Em
- 2010 - Rill Rill
- 2011 - Riot Rhythm
- 2012 - Born to Lose
- 2012 - Comeback Kid
- 2012 - Demons
- 2013 - Bitter Rivals
- 2014 - That Did It

### Demos
- 2009 - Sleigh Bells (EP)